# 11190 Jennibell
11190 Jennibell è un asteroide della fascia principale. Scoperto nel 1998, presenta un'orbita caratterizzata da un semiasse maggiore pari a 2,2915968 au e da un'eccentricità di 0,1583297, inclinata di 5,63344° rispetto all'eclittica.
L'asteroide è dedicato alla studentessa statunitense Jennifer Marie Bell.